# Resolució 1686 del Consell de Seguretat de les Nacions Unides
La Resolució 1686 del Consell de Seguretat de les Nacions Unides fou adoptada per unanimitat el 15 de juny de 2006. Després de recordar les resolucions prèvies sobre el Líban i la seva regió, incloses les resolucions 1373 (2001), 1566 (2004), 1595 (2005), 1636 (2005), 1644 (2005) i 1664 (2005), el Consell va ampliar el mandat de la Comissió Internacional d'Investigació Independent de les Nacions Unides (UNIIIC) que investiga l'assassinat de l'ex Primer Ministre libanès Rafik Hariri durant un any.
La resolució, adoptada en una sessió privada, va estar recolzada per França i els Estats Units.

## Resolució

### Observacions
El Consell va reafirmar la seva condemna l'atac amb bomba que matà el primer ministre Rafik Hariri i uns altres 22, així com altres atacs al Líban des d'octubre de 2004. Va felicitar a la UNIIIC pel seu treball "en circumstàncies difícils", i va assenyalar que, tot i que s'havia avançat significativament, la investigació encara no estava completa.
Els membres del Consell van declarar la seva voluntat d'ajudar al Líban a portar els responsables de l'atac a la justícia.

### Actes
El Consell de Seguretat va acollir amb beneplàcit l'informe de la UNIIIC i posteriorment va ampliar el seu mandat abans del 15 de juny de 2007. Va donar suport a la decisió de la Comissió d'estendre les seves capacitats per ajudar el govern libanès amb investigacions sobre altres atacs al Líban des de l'1 d'octubre de 2004.
Finalment, el Consell va demanar a la UNIIIC que informés trimestralment sobre el progrés de la investigació.